# Polikarpow I-17
Die Polikarpow I-17 (russisch Поликарпов И-17) war ein einsitziges, sowjetisches Jagdflugzeug, das nicht über das Prototypenstadium hinauskam. Offiziell vorgestellt wurde der Tiefdecker auf der 15. Pariser Luftfahrtschau im November 1936.

## Geschichte
Die Entwicklung der Polikarpow I-17 begann 1933 im Experimental-Konstruktionsbüro Polikarpow unter der Leitung Nikolai Nikolajewitsch Polikarpows. Nach einjähriger Entwicklung flog am 1. September 1934 der erste Prototyp mit der Bezeichnung ZKB-15. Das Flugzeug wurde im Sawod (Werk) Nr. 39 gebaut und erreichte, angetrieben von einem 800 PS starken Hispano-Suiza 12Y (HS 12Y), eine Höchstgeschwindigkeit von 455 km/h. Pilot des Erstfluges war Waleri Pawlowitsch Tschkalow, ein späterer Träger des Ordens Held der Sowjetunion. Seit 1940 befindet sich das Flugzeug im Tschkalow-Museum.
Die Flugleistungen der Maschine lagen zwar auf hohem Niveau, erreichten jedoch nicht das von den Entwicklern selbst gesteckte Ziel einer Höchstgeschwindigkeit von 500 km/h. Daher wurde bereits im Frühjahr 1935 mit der Erprobung einer zweiten Maschine mit der Bezeichnung ZKB-19 begonnen, die im Sawod Nr. 21 gebaut und wiederum von Tschkalow geflogen wurde. Unterschiede zum ersten Prototyp bestanden im Aufbau des Fahrwerkes, der Form der Flugzeugnase, kürzeren Querrudern und dem Einbau von Auftriebshilfen. Diese Maschine wurde 1936 auf der 15. Pariser Luftfahrtschau präsentiert. 1937 wurde sie in Mailand ein weiteres Mal ausgestellt, wobei die Maschine in beiden Fällen als Sportflugzeug deklariert wurde.
Die ZKB-19 erreichte, ausgerüstet mit einem 750 PS starken Klimow M-100 (einem sowjetischen Lizenznachbau des HS 12Y) eine Höchstgeschwindigkeit von 500 km/h sowie eine Gipfelhöhe von 9700 Metern. Das Flugzeug war wie der erste Prototyp mit vier 7,62-mm-SchKAS-Maschinengewehren innerhalb der Tragflächenvorderkanten ausgerüstet, die für die Ausstellungen in Paris und Mailand wieder entfernt wurden. Der Verbleib dieser Maschine nach der Beendigung der Testflüge ist nicht bekannt.
Bereits Ende 1936 begannen die Entwickler mit der Erprobung eines dritten Prototyps unter der Bezeichnung ZKB-19bis. Seinen Erstflug hatte das Flugzeug am 12. November 1936, geflogen von K. K. Popow. Die Veränderungen zwischen dem zweiten und dritten Prototyp fielen deutlich geringer aus als beim Wechsel vom ersten zum zweiten Prototyp. Ein Unterschied war, dass das Dach der Pilotenkanzel des dritten Prototyps aus zwei Teilen und die Bewaffnung aus zwei 7,62-mm-SchKAS-Maschinengewehren in den Tragflächen sowie einer durch den Propeller feuernden 20-mm-SchWAK-Kanone bestand.
Weitere Prototypen mit den Bezeichnungen ZKB-33, ZKB-25 und ZKB-43 waren geplant, wurden aber nicht fertiggestellt. Ebenfalls nicht verwirklicht wurde die als Parasitjäger für das Projekt Sweno vorgesehene I-17Z mit um neun Quadratmeter vergrößerter Flügelfläche.

## Technische Daten
| Kenngröße             | ZKB-15                   | ZKB-19                 | ZKB-19bis                              |
| --------------------- | ------------------------ | ---------------------- | -------------------------------------- |
| Spannweite            | 10,0 m                   | 10,0 m                 | 10,0 m                                 |
| Länge                 | 7,4 m                    | 7,365 m                | 7,425 m                                |
| Flügelfläche          | 17,65 m2                 | 17,65 m2               | 17,65 m2                               |
| Leermasse             | 1.350 kg                 | 1.560 kg               | 1.465 kg (später 1.533 kg)             |
| Startmasse            | 1.823 kg                 | 1.916 kg               | 1.950 kg (später 2.020 kg)             |
| Antrieb               | Hispano-Suiza 12Ybrs     | Klimow M-100           | Klimow M-100                           |
| Kühlung               | Wasserkühlung            | Wasserkühlung          | Wasserkühlung                          |
| Höchstgeschwindigkeit | 455 km/h in 3.380 m Höhe | 500 km/h               | 500 km/h                               |
| Steigzeit auf 5.000 m | 6,5 min                  | 7,2 min                | -                                      |
| Gipfelhöhe            | –                        | 9.700 m                | -                                      |
| Reichweite            | –                        | 800 km                 | -                                      |
| Bewaffnung            | vier 7,62-mm-MG SchKAS   | vier 7,62-mm-MG SchKAS | 7,62-mm-MG SchKAS, 20-mm-Kanone SchWAK |
| Besatzung             | 1                        | 1                      | 1                                      |